# 햘마르 요한손
칼 햘마르 아우구스투스 요한손(스웨덴어: Carl Hjalmar Augustus Johansson, 1874년 1월 20일 ~ 1957년 9월 30일)은 스웨덴의 다이빙 선수이면서, 수영 선수와 육상 선수이기도 하다.
1906년 중간 올림픽에 처음 나가 다이빙의 종합 플랫폼 종목에서 6위, 수영 100m 자유형에서 8위와 제자리 멀리뛰기에서 19위를 하였다.
2년 후, 런던 올림픽에서 10m 플랫폼 종목의 금메달을 획득한 요한손은 수영에서는 200m 평영의 예선에서 2위를 하여 다음 라운드에 진출하지 못하였다.
4년 후, 스톡홀름 올림픽에서 다이빙의 고도 종목에서 2위를 하고 10m 플랫폼 종목에서는 4위에 그쳤다.